# Rob Blake
Robert Bowlby Blake (* 10. Dezember 1969 in Simcoe, Ontario) ist ein ehemaliger kanadischer Eishockeyspieler und derzeitiger -funktionär. Während seiner aktiven Karriere bestritt der Verteidiger zwischen 1990 und 2010 unter anderem 1416 Spiele für die Los Angeles Kings, Colorado Avalanche und San Jose Sharks in der National Hockey League. Blake gehörte in dieser Zeit zu den erfolgreichsten Spielern überhaupt und wurde 2002 in den Triple Gold Club sowie 2014 in die Hockey Hall of Fame aufgenommen. Zuletzt fungierte er von 2017 bis 2025 als General Manager der Los Angeles Kings.

## Karriere
Blake spielte während seiner Juniorenzeit zunächst in den unterklassigen kanadischen Juniorenligen in der Nähe seines Heimatortes. Als im Sommer 1987 die Möglichkeit bestand, in die höherklassige Ontario Hockey League zu wechseln, entschied sich Blake, an ein US-amerikanisches College zu gehen. Er wählte die Bowling Green State University aus dem US-Bundesstaat Ohio, wo er neben seiner Schulausbildung gleichzeitig für die Universitätsmannschaft in der Central Collegiate Hockey Association, einer Liga im Spielbetrieb der National Collegiate Athletic Association, auflief. Nach einem durchwachsenen Rookiejahr 1987/88 mit lediglich 13 Punkten in 43 Partien, wurde er im anschließenden Sommer im NHL Entry Draft 1988 in der vierten Runde an 70. Stelle von den Los Angeles Kings ausgewählt. Der Kanadier verblieb jedoch noch zwei weitere Jahre an der Universität und steigerte seine Offensivproduktion stetig. In seinem letzten Spieljahr 1989/90 erreichte Blake 59 Scorerpunkte in 42 Begegnungen, was ihm Nominierungen für diverse All-Star Teams und den Hobey Baker Memorial Award einbrachte. Dort musste er sich aber Kip Miller geschlagen geben. Dennoch wurde Blake im Anschluss an die NCAA-Spielzeit von den Los Angeles Kings unter Vertrag genommen, wodurch er in der Saison 1989/90 sowohl in der regulären Saison als auch in den Playoffs zu seinem NHL-Debüt kam.

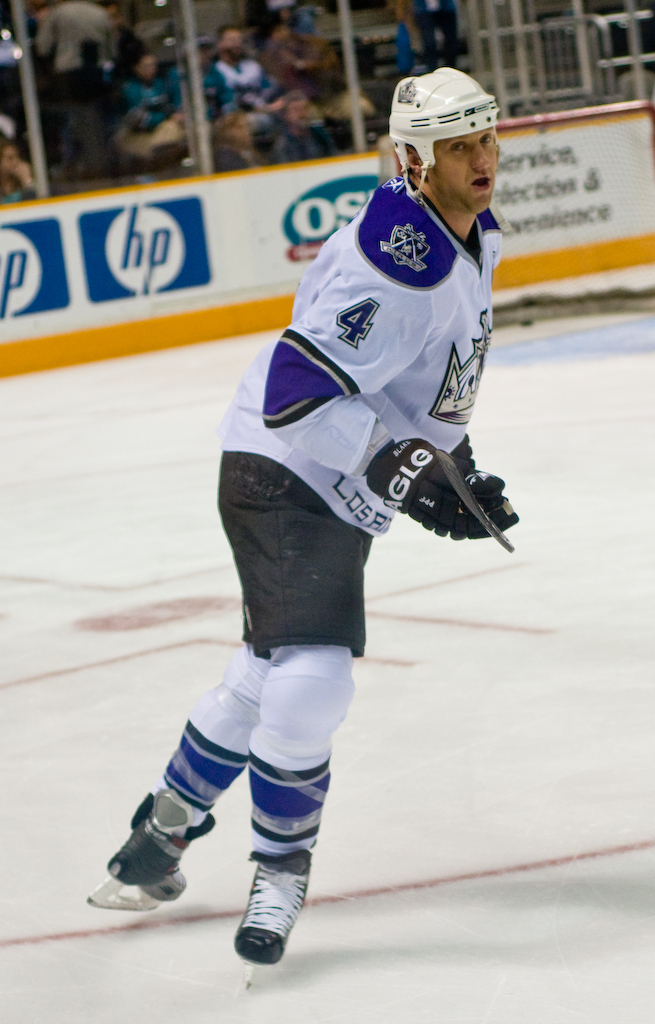
Blake im Trikot der Los Angeles Kings

Im Herbst 1990 schaffte Blake über das Trainingscamp den Sprung in den Stammkader der Kings und avancierte im Saisonverlauf neben Steve Duchesne, Marty McSorley und Larry Robinson zu einem der besten Verteidiger im Team. Seine gute Rookiesaison mit 46 Punkten aus 75 Begegnungen wurde schließlich mit der Wahl ins NHL All-Rookie Team belohnt. In der Folgesaison konnte Blake nicht an die Leistungen des Vorjahres anschließen und erreichte lediglich 20 Punkte. Erst in der Spielzeit 1992/93 konnte der Kanadier sich wieder steigern. Gekrönt wurde das Jahr mit der Teilnahme an der Finalserie, wo die von Wayne Gretzky geführte Mannschaft sich den Montréal Canadiens in fünf Spielen geschlagen geben musste. Es folgte Blakes – gemessen an seiner Punktausbeute – bestes Jahr in der NHL. Er erreichte 68 Punkte in 84 Partien und wurde erstmals zum NHL All-Star Game eingeladen. Eine von insgesamt sieben Nominierungen in der Karriere des Kanadiers. In den beiden folgenden Jahren wurde der Verteidiger immer wieder durch Verletzungen gebremst. In der durch den Lockout verkürzten Spielzeit 1994/95 bestritt Blake nur 24 von 48 Spielen aufgrund einer langwierigen Muskelzerrung in der Leistenregion. Noch schlechter verlief die Spielzeit 1995/96, als er durch einen Riss des Kreuzbandes im Kniegelenk im sechsten Spiel der Saison am 20. Oktober 1995 für den Rest des Jahres ausfiel. Sein Comeback feierte der Kanadier nach überstandener Verletzung erst im Spieljahr 1996/97, wo er zunächst nicht an die guten Leistungen aus der Zeit vor den Verletzungen anknüpfen konnte. Blake arbeitete hart an sich und spielte, nachdem Los Angeles abermals die Playoff-Qualifikation verpasst hatte, eine herausragende Weltmeisterschaft 1997. Dieses Spiel setzte sich auch in der Saison 1997/98 fort, wo er erneut zum besten Verteidiger eines internationalen Turnieres gewählt wurde. Seine starke Spielzeit wurde schließlich mit dem Gewinn der James Norris Memorial Trophy und der erstmaligen Berufung ins NHL First All-Star Team belohnt. In den Folgejahren hatte Blake die beste Zeit seiner Karriere und war stets unter den besten Verteidigern der gesamten NHL wiederzufinden. Dennoch war es dem Management des südkalifornischen Franchises nicht gelungen, nach dem Weggang ihres Führungsspielers Wayne Gretzky im Frühjahr 1996, eine konkurrenzfähige Mannschaft um ihren Verteidiger zu bilden.
Als sein Vertrag am Ende der Saison 2000/01 auslief und die Kings keine Chance sahen Blake zu halten, transferierten sie ihn gemeinsam mit Steven Reinprecht zur Colorado Avalanche, die im Austausch Adam Deadmarsh, Aaron Miller, Jared Aulin und die Erstrunden-Draftpicks der Jahre 2001 und 2003 nach Los Angeles schickten. Das Transfergeschäft zahlte sich sowohl für Blake als auch für die Avalanche aus, da das Team am Saisonende den Gewinn des Stanley Cups feiern konnte. Daran hatte der Verteidiger, der für die folgenden fünf Jahre eine neue sportliche Heimat in Denver fand, mit 19 Punkten in 23 Spielen maßgeblichen Anteil. Auch im Spieljahr 2001/02 spielte der Kanadier beständig auf hohem Niveau und drang mit der Avalanche bis ins Conference-Finale vor. In den Spielzeiten 2002/03 und 2003/04 gehörte die sich im Umbruch befindliche Colorado Avalanche weiter zu den besten Mannschaften der Liga, kam jedoch nicht über das Erreichen der zweiten Playoff-Runde hinaus. Dennoch gehörte Blake weiter zu den Elite-Verteidigern der Liga.

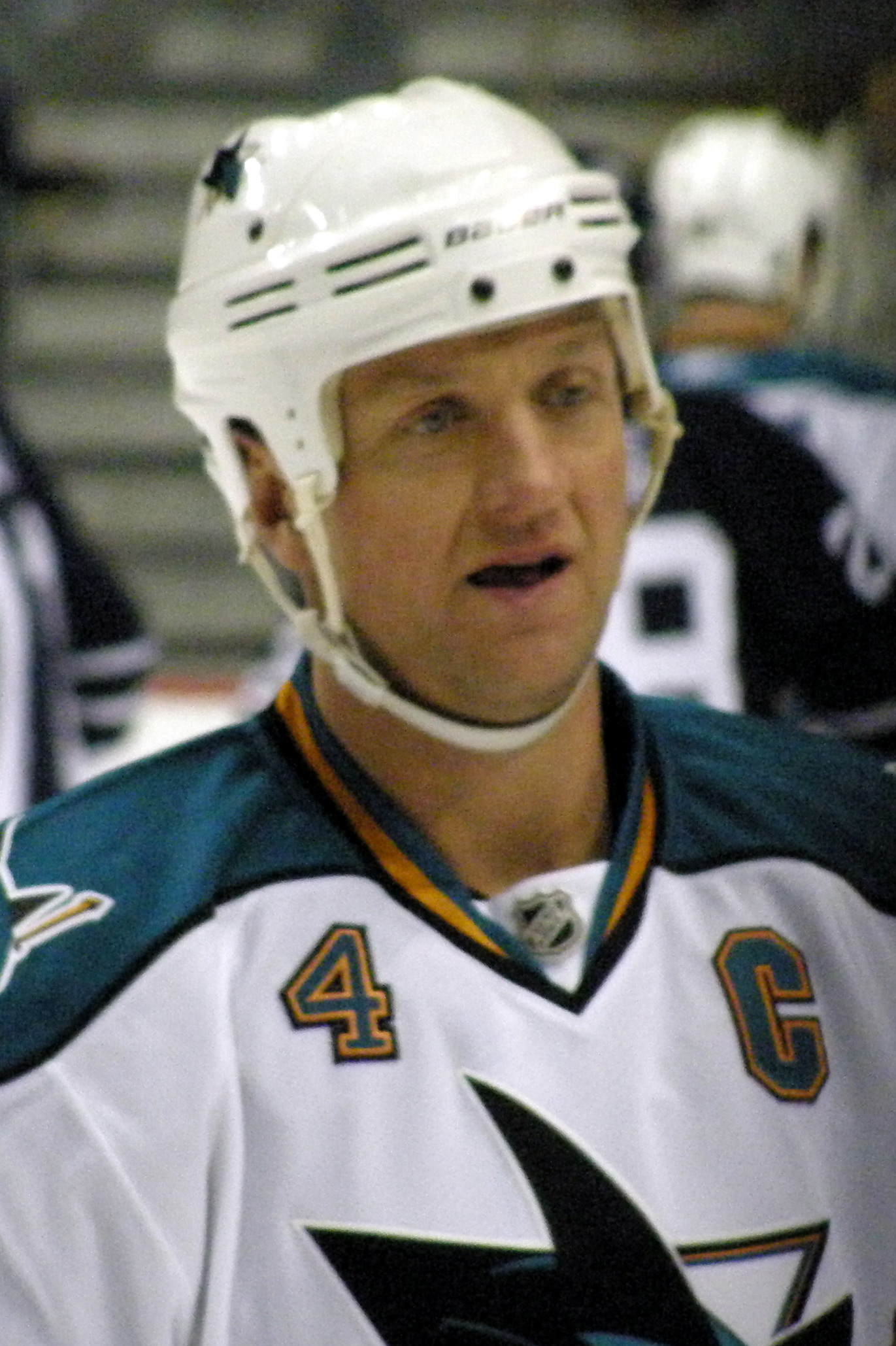
Blake im Trikot der San Jose Sharks

Daran änderte zunächst auch die durch einen erneuten Lockout komplett ausgefallene NHL-Saison 2004/05 nichts, in der Blake keine Spiele bestritt und sich auskurierte, da er in der Spielzeit 2005/06 trotz seines Alters von inzwischen 36 Jahren an die vorangegangenen Leistungen anschloss. Nach Auslauf seines Vertrages am Ende des Spieljahres wurde auch Blake ein Opfer des Umbruchs und der neuen Gehaltsstrukturen der NHL. Er kehrte daher im Sommer 2006 als Free Agent zu den Los Angeles Kings zurück, die ihm einen Zweijahresvertrag unterbreitet hatten. In einer weiterhin nicht konkurrenzfähigen Mannschaft schaffte es selbst Blake, der während dieser Zeit Mannschaftskapitän des Klubs war, nicht zu überzeugen und wurde trotz mehr als 30 Scorerpunkten in beiden Spieljahren oft kritisiert. Um in seiner Karriere noch einmal die Möglichkeit zu haben den Stanley Cup zu gewinnen, wechselte er nach dem Ende des Vertrages im Sommer 2008 auf Basis eines mit fünf Millionen US-Dollar dotierten Einjahres-Vertrages zu den San Jose Sharks, die nach dem Weggang von Brian Campbell auf der Suche nach einem offensiv ausgerichteten Verteidiger befanden. Der Verteidiger fügte sich gut in das System der Sharks ein und absolvierte die beste Spielzeit seit seinem Weggang aus Colorado, woraufhin sein auslaufender Vertrag kurz vor dem Auslaufen um ein weiteres Jahr verlängert wurde. Der neue Vertrag war mit 3,5 Millionen US-Dollar dotiert. Des Weiteren wurde er von Cheftrainer Todd McLellan kurz vor dem Beginn der Spielzeit 2009/10 zum zehnten Mannschaftskapitän der Sharks ernannt. Im Anfangsstadium der Saison hatte der Kanadier erhebliche Probleme und konnte in der Offensive nicht mehr an vorher gezeigte Leistungen anknüpfen. Erst nach einer Verletzung am linken Arm, die ihn im November zu einer fast einmonatigen Pause zwang, relativierten sich Blakes Werte wieder. Nach dem Ausscheiden der San Jose Sharks in den Playoff-Finalspielen der Western Conference ließ der zu diesem Zeitpunkt 40-jährige seine Zukunft zunächst offen, ehe er am 18. Juni 2010 offiziell seinen Rücktritt vom aktiven Sport bekanntgab.

### International
Auf internationaler Ebene gehört Blake zu den erfolgreichsten Spielern aller Zeiten und ist eines der wenigen Mitglieder des prestigeträchtigen Triple Gold Clubs.
Sein erstes internationales Turnier bestritt er bei der Weltmeisterschaft 1991 in Finnland, wo er zwar nur zu zwei Einsätzen im Turnierverlauf kam, jedoch ebenfalls mit der Silbermedaille ausgezeichnet wurde. Nach einer dreijährigen Pause erhielt der Verteidiger für die Weltmeisterschaft 1994 in Italien eine erneute Einladung des kanadischen Verbandes. In diesem Jahr gewann er die erste Goldmedaille seiner Karriere. Es folgte ein weiterer Einsatz beim World Cup of Hockey 1996, der mit einer Finalniederlage gegen die US-Amerikaner endete. Danach folgte 1997 eine weitere Goldmedaille bei den Welttitelkämpfen in Finnland. Zudem wurde Blake als bester Verteidiger des Turnieres ausgezeichnet und ins All-Star-Team gewählt. Nach einer enttäuschenden Darbietung der Kanadier bei den Olympischen Winterspielen 1998 in Nagano, wo er erneut zum besten Verteidiger ernannt wurde, spielte er auch bei den Weltmeisterschaften im gleichen und im folgenden Jahr.
Der nächste große Erfolg ließ aber bis 2002 auf sich warten, als Blake bei den Olympischen Winterspielen in Salt Lake City mit den Kanadiern die Goldmedaille errang. Durch den Gewinn des Stanley Cups mit der Colorado Avalanche im Jahr zuvor und den beiden Weltmeistertiteln, folgte somit am 24. Februar 2002 die automatische Aufnahme in den Triple Gold Club. Sein letztes Turnier absolvierte Blake mit den Olympischen Winterspielen in Turin. Den letzten Erfolg feierte er beim World Cup of Hockey 2004, wo er verletzungsbedingt zu keinem Einsatz kam, jedoch im Kader der siegreichen Kanadier stand.

### Als Manager
Zur Saison 2013/14 kehrte Blake zu den Los Angeles Kings zurück und war dort fortan als Assistent von General Manager Dean Lombardi tätig. Als dieser nach der Spielzeit 2016/17 entlassen wurde, übernahm Blake dessen Position. Im Dezember 2017 wurde bekannt, dass Blake zu den sechs Neuaufnahmen in die IIHF Hall of Fame im Jahr 2018 gehört. Bereits vier Jahre zuvor war er in die Hockey Hall of Fame aufgenommen worden.
Nach acht Jahren als „GM“ der Kings löste man seinen Vertrag nach der Saison 2024/25 in beidseitigem Einvernehmen auf.

## Erfolge und Auszeichnungen
| - 1988 CCHA-Meisterschaft mit der Bowling Green State University - 1989 CCHA Second All-Star Team - 1990 CCHA First All-Star Team - 1990 CCHA Best Offensive Defenseman - 1990 CCHA All-Tournament Team - 1990 NCAA West First All-American Team - 1991 NHL All-Rookie Team - 1994 Teilnahme am NHL All-Star Game - 1997 Teilnahme am NHL All-Star Game (verletzungsbedingte Absage) - 1998 NHL First All-Star Team - 1998 James Norris Memorial Trophy - 1999 Teilnahme am NHL All-Star Game | - 2000 Teilnahme am NHL All-Star Game - 2000 NHL Second All-Star Team - 2001 Teilnahme am NHL All-Star Game - 2001 Stanley-Cup-Gewinn mit der Colorado Avalanche - 2001 NHL Second All-Star Team - 2002 Teilnahme am NHL All-Star Game - 2002 NHL Second All-Star Team - 2003 Teilnahme am NHL All-Star Game - 2004 Teilnahme am NHL All-Star Game - 2014 Aufnahme in die Hockey Hall of Fame - 2018 Aufnahme in die IIHF Hall of Fame |

### International
| - 1991 Silbermedaille bei der Weltmeisterschaft - 1994 Goldmedaille bei der Weltmeisterschaft - 1996 Zweiter Platz beim World Cup of Hockey - 1997 Goldmedaille bei der Weltmeisterschaft - 1997 Bester Verteidiger der Weltmeisterschaft | - 1997 Erstes All-Star-Team der Weltmeisterschaft - 1998 Bester Verteidiger der Olympischen Winterspiele - 2002 Goldmedaille bei den Olympischen Winterspielen - 2002 Aufnahme in den Triple Gold Club - 2004 Goldmedaille beim World Cup of Hockey |

## Karrierestatistik

### International
Vertrat Kanada bei:
| - Weltmeisterschaft 1991 - Weltmeisterschaft 1994 - World Cup of Hockey 1996 - Weltmeisterschaft 1997 - Olympischen Winterspielen 1998 | - Weltmeisterschaft 1998 - Weltmeisterschaft 1999 - Olympischen Winterspielen 2002 - World Cup of Hockey 2004 - Olympischen Winterspielen 2006 |

(Legende zur Spielerstatistik: Sp oder GP = absolvierte Spiele; T oder G = erzielte Tore; V oder A = erzielte Assists; Pkt oder Pts = erzielte Scorerpunkte; SM oder PIM = erhaltene Strafminuten; +/− = Plus/Minus-Bilanz; PP = erzielte Überzahltore; SH = erzielte Unterzahltore; GW = erzielte Siegtore; 1 Play-downs/Relegation; Kursiv: Statistik nicht vollständig)